# Бессонов, Александр Андреевич
Александр Андреевич Бессонов (1923—1943) — старший сержант Рабоче-крестьянской Красной Армии, участник Великой Отечественной войны, Герой Советского Союза (1944).

## Биография
Александр Бессонов родился 17 сентября 1923 года в деревне Осиновка (ныне — Оханский район Пермского края) в крестьянской семье. После окончания неполной средней школы и курсов механизаторов работал в колхозе. В 1941 году был призван на службу в Рабоче-крестьянскую Красную Армию. С 1942 года — на фронтах Великой Отечественной войны. К октябрю 1943 года старший сержант Александр Бессонов был стрелком-радистом танка Т-34 разведотряда штаба 18-го танкового корпуса 5-й гвардейской танковой армии Степного фронта. Отличился в боях за освобождение Кировоградской области Украинской ССР.
18 октября 1943 года в ходе боя за село Зелёное Петровского района экипаж лейтенанта Ивана Дунаева, в составе которого был и Бессонов, подбил немецкий танк и раздавил 15 автомашин и 146 солдат и офицеров противника. В ходе боя танк был повреждён и загорелся. Бойцы экипажа не покинули горящую машину, а направили её на позиции противника, продолжая сражаться, пока танк не взорвался. Похоронен на месте боя в селе Зелёное.
Указом Президиума Верховного Совета СССР от 10 марта 1944 года за «образцовое выполнение боевых заданий командования на фронте борьбы с немецко-фашистскими захватчиками и проявленные при этом мужество и героизм» старший сержант Александр Бессонов посмертно был удостоен высокого звания Героя Советского Союза. Этим же Указом званий Героев Советского Союза были удостоены Дунаев, механик-водитель танка старший сержант Сысолетин и командир башни танка младший сержант Леонов.